# 尼爾森潟湖 (阿拉斯加州)
尼爾森潟湖（英語：Nelson Lagoon）是位於美國阿拉斯加州東阿留申自治市鎮的一個非建制地區和人口普查指定地區。根據2010年美國人口普查，該地人口為52人，而該地的面積約為509.30平方千米。

## 地理
尼爾森潟湖的座標為56°00′02″N 161°12′13″W / 56.00056°N 161.20361°W，而該地的平均海拔高度為15米（即42英尺）。